# Emese Szász
Emese Judit Szász-Kovács (ur. 7 września 1982 w Budapeszcie) – węgierska szpadzistka, złota medalistka olimpijska i czterokrotna medalistka mistrzostw świata .
Podczas igrzysk olimpijskich w Pekinie w 2008 roku zajęła indywidualnie dwunastą pozycję. Na rozgrywanych cztery lata później igrzyskach w Londynie była siedemnasta. Brała też udział w igrzyskach olimpijskich w Rio de Janeiro w 2016 roku, gdzie wywalczyła złoty medal w zawodach indywidualnych. W finale pokonała tam Włoszkę Rossellę Fiamingo 13-15.
Na mistrzostwach świata w Lipsku (2005) reprezentacja Węgier w składzie: Adrienn Hormay, Julianna Révész, Emese Szász i Hajnalka Tóth zdobyła srebrny medal. Następnie zajęła trzecie miejsce indywidualnie podczas mistrzostw świata w Turynie (2006), drugie na mistrzostwach świata w Paryżu (2010) (przegrywając w finale z Francuzką Maureen Nisimą) oraz ponownie trzecie na mistrzostwach świata w Budapeszcie (2013).
Wielokrotnie zdobywała medale mistrzostw Europy, w tym srebrne drużynowo na mistrzostwach Europy w Kopenhadze (2004), mistrzostwach Europy w Izmirze (2006) i mistrzostwach Europy w Gandawie (2007).